# Zielony Garb
Zielony Garb (ok. 1034 m n.p.m.) – graniczny szczyt na głównym grzbiecie Górach Orlickich (Sudety Środkowe), między Orlicą a Šerlichem. Niektóre źródła podają wysokość 1026 (zob. np. ). Zbudowany z łupków łyszczykowych należących do metamorfiku bystrzycko-orlickiego. Leży na europejskim dziale wodnym, pomiędzy zlewiskami Morza Bałtyckiego i Morza Północnego. Wznosi się ponad wsią Zieleniec, zbocza częściowo zalesione są monokulturami świerkowymi, a częściowo zajęte są przez tereny narciarskie. Po czeskiej stronie na zachodnich zboczach Zielonego Garbu znajduje się rezerwat przyrody Národní přírodní rezervace Bukačka chroniący naturalne lasy liściaste (buczyny).